# Clethra pringlei
Clethra pringlei är en tvåhjärtbladig växtart som beskrevs av Sereno Watson. Clethra pringlei ingår i släktet Clethra och familjen Clethraceae. Inga underarter finns listade i Catalogue of Life.